# Muzeum Tradycji Szlacheckiej w Waplewie Wielkim
Muzeum Tradycji Szlacheckiej – mieści się w zespole pałacowo-parkowym w Waplewie Wielkim, w powiecie sztumskim, w gminie Stary Targ. Stanowi oddział Muzeum Narodowego w Gdańsku.

## Historia
Majątek Waplewo Wielkie do końca XVI wieku był częścią dóbr rycerskich. Następnie przeszedł w ręce polskich rodów szlacheckich: Niemojewskich, Zawadzkich, Chełstowskich, Bagniewskich i Sierakowskich. Od 1759 Waplewem władała zasłużona dla kultury polskiej na Powiślu rodzina Sierakowskich herbu Ogończyk. Obecny pałac powstał w XVII w., w XVIII w. otoczono go parkiem krajobrazowym, a w XIX wieku rozbudowano. Ostatnim właścicielem był Stanisław hrabia Ogończyk-Sierakowski, ożeniony z Heleną z książąt Lubomirskich. Od 1933 majątkiem, z wyłączeniem pałacu i parku, władał Zbigniew Donimirski herbu Brochwicz, syn Kazimierza Donimirskiego z Małych Ramz. Za czasów hr. Sierakowskich w majątku istniała biblioteka tworzona od XVIII w., zawierająca około 11 tys. tomów. Wnętrze dworu zdobiło około 400 obrazów takich malarzy jak: Tycjan, Peter Paul Rubens, Albrecht Dürer, Aleksander Orłowski, Franciszek Smuglewicz, Andrzej Stech oraz gdańskich artystów Meyerheimów. Poza obrazami różnych szkół malarstwa (głównie niemieckiej, niderlandzkiej i flamandzkiej, ale także włoskiej, francuskiej oraz sarmackiej (portrety przodków) w pałacu znajdowało się ok. 50 dzieł sztuki z zakresu grafiki i rzeźby, a także przedmioty rzemiosła artystycznego: meble (głównie gdańskie i holenderskie), wyroby z porcelany, brązu i kości słoniowej, miniatury, dawne stroje, wykopaliska i militaria.
W 1827 w pałacu gościł Fryderyk Chopin, a 40 lat później Jan Matejko (wizyty te upamiętniają tablice pamiątkowe przed budynkiem). Przebywali tu również Józef Ignacy Kraszewski, Stefan Żeromski i Melchior Wańkowicz.
W latach trzydziestych dobra dworu zostały rozparcelowane przez władze niemieckie, część zbiorów trafiła do Gdańska. Pod koniec wojny zbiory zostały rozproszone i w większości zaginęły. Ocalałe kilka procent znajduje się w zbiorach Muzeum Narodowego w Gdańsku oraz Bibliotece PAN w Gdańsku. Po wojnie majątek przeszedł w ręce PGR, przekształconego następnie w Państwowy Ośrodek Hodowli Zarodowej. Pod koniec l. 70. XX wieku cały obiekt wpisano do rejestru zabytków. Od listopada 2006 obiekt jest w posiadaniu Muzeum Narodowego w Gdańsku, które stworzyło tam oprócz Muzeum Tradycji Szlacheckiej, Pomorski Ośrodek Kontaktów z Polonią. W 2010 muzeum zwiedziło ponad 4,6 tys. osób.
W 2011 muzeum przejęło na własność również nieruchomości folwarczne. Poza pałacem, parkiem ze stawem oraz folwarkiem w skład zespołu wchodzi również wybudowany w latach 1933–1937 dom Zbigniewa Donimirskiego. W latach 2012–2015 zajmujący ponad 20 ha zespół pałacowy poddano rewaloryzacji, której koszt wyniósł ponad 8 mln zł. W jej ramach odnowiono ściany budynku oraz przywrócono pierwotny wygląd elewacji pałacu i oranżerii. We wnętrzu poddano konserwacji lub rekonstrukcji posadzki, drzwi, okna oraz boazerie. Zrekonstruowano m.in. posadzki z wapienia olandzkiego, wykonane z frontów zabytkowych szaf gdańskich drzwi oraz (na podstawie archiwalnych fotografii) nadświetle flankowane dekoracyjnymi pilastrami w Sali Gdańskiej i jadalni, przywrócono figurę Minerwy stojącą przed wejściem oraz odtworzono witraże w sieni. We wnętrzach pojawiły się obicia z tkaniny i tapety utrzymane w stylistyce z przełomu XIX/XX w. Konserwacji poddany został także XVII-wieczny kominek z warsztatu rodziny van den Blocke. Zabytkowe sprzęty, meble i dzieła sztuki, choć nawiązują stylistyką do czasów świetności pałacu, trafiły do Waplewa dopiero po XIX-wiecznej rewaloryzacji; większość oryginalnego wyposażenia przepadła w czasie wojen.
W 2011 Izabella Sierakowska-Tomaszewska podarowała muzeum 21 obrazów wchodzących dawniej w skład pałacowej kolekcji, 6 grafik, lustro w złoconej ramie oraz sekretarz podróżny w formie okutej skrzyni, a 2009 ponad 200 fotografii założenia pałacowo-parkowego oraz jego mieszkańców. Ponadto w zbiorach muzeum znajdują się dokumenty rodziny Sierakowskich, w tym zaproszenie na koronację cara Mikołaja I w 1829. 
W 2021 pozyskano środki na odnowienie powozowni. Szacowany koszt prac to prawie 7,5 mln zł.

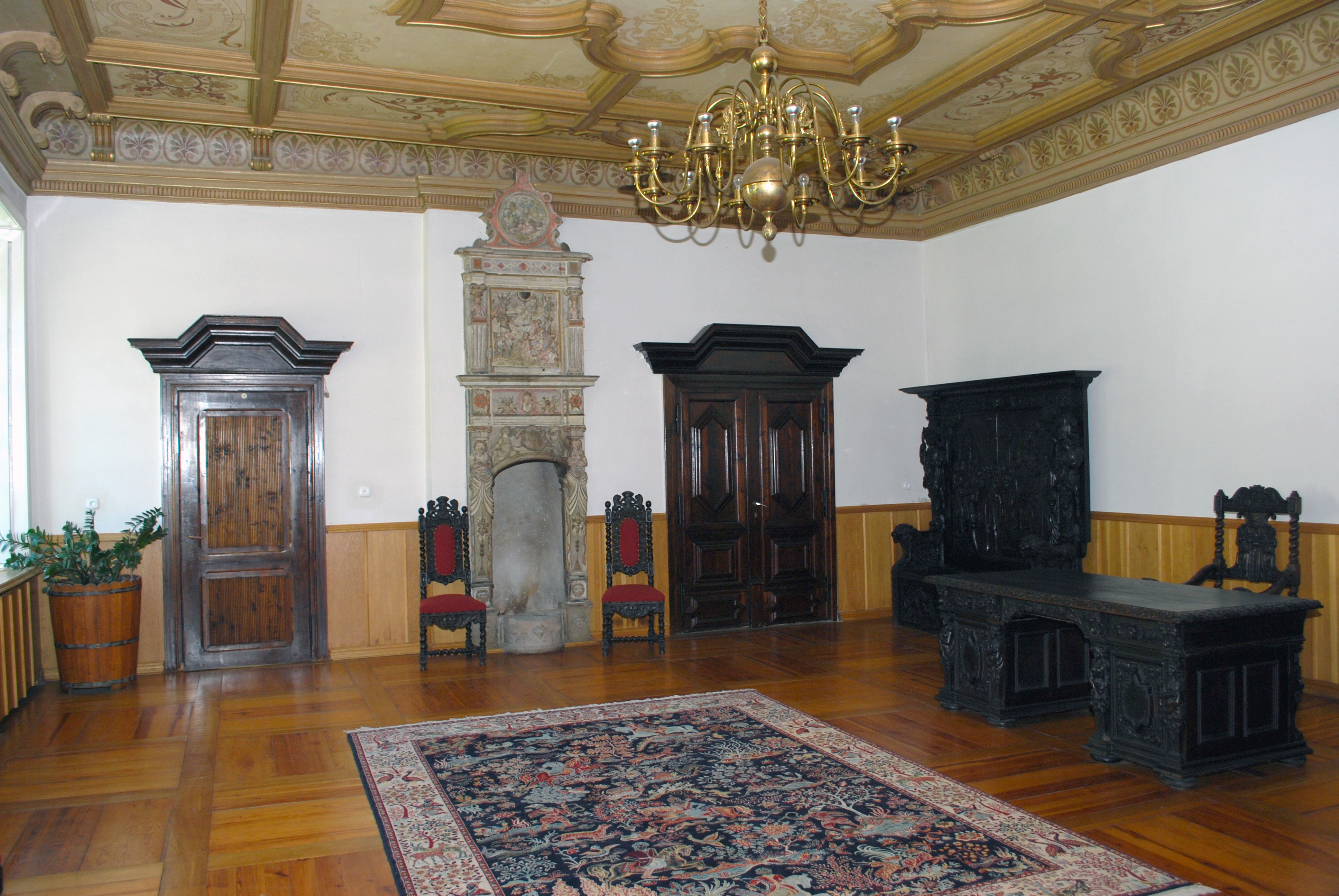
Sala Gdańska

## Architektura
Rezydencja powstała w XVII wieku, budynek na planie litery H posiada cechy klasycystyczne. Został rozbudowany ok. 1800, przebudowany w 1880. Skrzydło centralne posiada reprezentacyjne portyki, od dziedzińca honorowego parterowe, od ogrodu piętrowe. Nad zachodnim skrzydłem kartusz herbowy dawnych właścicieli. Wnętrza posiadają pierwotny układ, stolarkę i polichromowane stropy w 1898. Obok piętrowa, neogotycka oficyna. Rezydencję otacza park założony w XVIII wieku, liczne pomnikowe drzewa, a także altana w kształcie pagody i barokowa rzeźba szlachcica.